# 十八层地狱
十八層地狱是華人民間信仰的信眾從古印度婆羅門教、印度教那落迦與佛教地獄吸收過來的概念，繼而演變為道教與民間信仰所謂的地府。
佛經《十八泥犁經》便載有十八地獄的描述，但非一層層的十八層，而是地底八火獄和天際十寒獄。其後的《梁书》有一载，胡人刘萨何暴病而死，经十日复苏，自称游历了十八地狱。由此觀之，十八地獄的信仰到南朝蕭梁時期早已盛传中國民间。
中國民間信仰吸收佛教的地獄觀念後，產生了常見的「十八層地獄」說法，但十八层地狱詳細所指，卻众说纷纭，各家所說不同。在明清時期，隨白話小說創作的發展，文學作品當中出現的「十八層地獄」與佛經當中的「十八地獄」已有很大不同，越來越表現出本土化的特點，由十殿閻君管理。

## 不同說法
下列舉出有文獻為據的「十八层地狱」，包括小說與善書：

### 《水陆全图》
拔舌地狱、剪刀地狱、铁树地狱、孽镜地狱、蒸笼地狱、铜柱地狱、刀山地狱、冰山地狱、油锅地狱、牛坑地狱、石压地狱、舂臼地狱、血池地狱、枉死地狱、磔刑地狱、火山地狱、石磨地狱、刀锯地狱

### 《酆都變相》
酆都城「天子殿」两旁分别为东地狱和西地狱：
- 东地狱：磨推地狱、挖心地狱、火烙地狱、冰山地狱、寒冰地獄、刀山地狱、车裂地狱、蛆虫地狱、剥皮地狱
- 西地狱：碓舂地狱、锯解地狱、油锅地狱、熱油地獄、拔舌地狱、补经地狱、转轮地狱、畜生地狱、镬汤地狱

### 《西遊記》
吊筋獄、幽枉獄、火坑獄；酆都獄、拔舌獄、剝皮獄；磨捱獄、碓搗獄、車崩獄；寒冰獄、脫殼獄、抽腸獄；油鍋獄、黑暗獄、刀山獄；血池獄、阿鼻獄、秤桿獄。

### 《十殿閻君圖說》
十殿閻君分別管理孤獨地獄、近邊地獄、八寒地獄、八熱地獄，共計十八地獄。此地獄說法，被印順法師認可。
「孤獨地獄」有兩種，一種於枉死城的內城，通常是管理自殺者所用。另一種並非地獄之中，可能在河畔、山頂、曠野，隨著死者業報，臨時出現的地獄。
近邊地獄為地獄門邊附設的小地獄。
| 名號         | 祭祀時機 | 簡介 |
| ------------ | -------- | --- |
| 一殿秦廣王   | 頭七     | 姓蔣，傳說是東漢的蔣子文，二月初一日誕辰（一說為二月初二日），在三途川上的奈何橋前派無常鬼引領鬼魂至此殿，專司業鏡，照明善惡，使人在此殿服罪，如果行善遠超過惡業的，就直接送他至十殿，繼續輪迴，或者投生門閥，或者升天享福。如果係一般人，就解送二殿繼續審理。 |
| 二殿楚江王   | 二七     | 姓厲，或作「歷」，三月初一日誕辰，專司「等活大地獄」、「具皰地獄」。 |
| 三殿宋帝王   | 三七     | 姓余，二月初八日誕辰，專司「黑繩大地獄」、「皰裂地獄」。 |
| 四殿五官王   | 四七     | 姓呂， 二月十八日誕辰，專司｢眾合大地獄｣、「緊牙地獄」。 |
| 五殿閻羅天子 | 五七     | 姓包，傳說是北宋的包拯，正月初八日誕辰，專司「叫喚大地獄」、「呵聲地獄」，同時也是十王之首，負責總管十八層地獄，即八大地獄、八寒地獄與附設的「近邊地獄」。五殿殿中有望鄉臺，供亡魂眺望家中情況，一解思鄉之苦。                                                 |
| 六殿卞城王   | 六七     | 姓畢，三月初八日誕辰，專司「大叫喚大地獄」、「歎聲地獄」。 |
| 七殿泰山王   | 七七     | 姓董，三月廿七日誕辰，專司「焦熱大地獄」、「青蓮地獄」。 |
| 八殿都市王   | 百日     | 姓黃，四月初一日誕辰，專司「大焦熱大地獄」、「紅蓮地獄」。 |
| 九殿平等王   | 一年     | 姓陸，四月初八日誕辰，專司「阿鼻地獄」、「大紅蓮地獄」、「枉死城」，同時目連尊者受理冤屈申訴後，發予此王重審。 |
| 十殿轉輪王   | 三年     | 姓薛，四月十七日誕辰，專司各殿解到鬼魂，區別善惡，核定等級，由孟婆灌醉之後，發往轉世。 |

## 旅遊景點

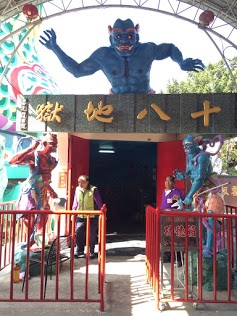
臺灣臺南市麻豆區代天府內的十八地獄參觀點

許多寺廟或景點將「十八層地獄」具體化，或泥塑、或建築、或電動，經由氣氛營造建構出人間對於地獄的想像，並收警醒教化世人之效。
- 中國大陸
  - 重庆：丰都鬼城
  - 山東：東嶽廟

- 臺灣
  - 彰化縣：彰化市南天宮
  - 臺南市：麻豆代天府「十八地獄」

另外，在香港大坑原來有虎豹別墅，內裡亦有十八层地狱的雕塑，以警世人。現時由於有關地段已被地產商開發重建為理由而被清拆。新加坡的虎豹別墅也有类似景点，至今仍保留完好。

## 註腳
1. ↑  《十八泥犁經》：「火泥犁有八，寒泥犁有十。入地半以下火泥犁，天地際者寒泥犁……所謂寒犁在天際間，有大山高二千里，主蔽風，名山于雀盧山，冥無日月，所不及逮。有蔽大山，故冥。外有日月之王甚多，無央數寒犁中」
2. ↑  《長阿含·世記經》：「佛告比丘：此四天下有八千天下圍遶其外，復有大海水周匝圍遶八千天下，復有大金剛山遶大海水。金剛山外復有第二大金剛山，二山中間窈窈冥冥，日月神天有大威力，不能以光照及於彼。彼有八大地獄，其一地獄有十六小地獄。第一大地獄名想，第二名黑繩，第三名堆壓，第四名叫喚，第五名大叫喚，第六名燒炙，第七名大燒炙，第八名無間……又彼二山中間復有十地獄：一名厚雲，二名無雲，三名呵呵，四名奈何，五名羊鳴，六名須乾提，七名優鉢羅，八名拘物頭，九名分陀利，十名鉢頭摩……時，閻羅王以三天使具詰問已，即付獄卒。時，彼獄卒即將罪人詣大地獄，其大地獄縱廣百由旬，下深百由旬。爾時，世尊即說偈言：「四方有四門，巷陌皆相當，以鐵為獄牆，上覆鐵羅網。以鐵為下地，自然火焰出，縱廣百由旬，安住不傾動。黑焰熢㶿起，赫烈難可覩，小獄有十六，火熾由行惡。」
3. ↑  周文. .   [2017-04-17]. （原始内容存档于2017-04-17）.